# Matias Varela
Matias Varela, de son nom complet Louis Matias Karl Padin Varela, né le 23 juin 1980 à Stockholm, est un acteur suédois.

## Filmographie
- 2005 : Storm
- 2010 : Easy Money de Daniel Espinosa : Jorge Salinas
- 2012 : Easy Money : La Cité des égarés de Babak Najafi : Jorge Salinas
- 2013 : Easy Money : Le Dernier Souffle de Jens Jonsson : Jorge Salinas
- 2015 : Point Break
- 2016 : Assassin's Creed

- 2017 : Narcos : Jorge Salcedo
- 2019 : Blinded : Peder Rooth
- 2020 : Raised by Wolves : Lucius
- 2021 : Hierro (Saison 2) : Gaspar Cabrera